# Peppino Vallone
Giuseppe Vallone, detto Peppino (Petilia Policastro, 9 gennaio 1949), è un avvocato e politico italiano, sindaco di Crotone dal 2006 al 2016. Dal 12 ottobre 2014 al 10 gennaio 2017 è stato presidente della Provincia di Crotone.

## Biografia e carriera
Laureato in giurisprudenza all'Università di Modena, ha esercitato per anni la professione di avvocato. L'esordio in politica è avvenuto nel 1981, quando si è candidato al Consiglio comunale nelle file della Democrazia Cristiana.
Dal 1982 è membro del Consiglio dell'Ordine degli avvocati di Crotone, che presiede a partire dal 1996.
Tra il 2001 e il 2004 è stato assessore provinciale a Crotone con delega al mercato del lavoro, alla formazione professionale e al personale, in rappresentanza della Margherita.
Nel 2005 viene nominato presidente della Scuola Forense di Crotone e vicepresidente della Camera arbitrale presso la Camera di Commercio di Crotone.
È stato sindaco di Crotone dal 28 maggio 2006 al 20 giugno 2016, giorno dell'elezione di Ugo Pugliese quale suo successore.
La 14ª edizione dell'indagine Monitor Città lo ha visto al 4º posto tra i sindaci più amati d'Italia con il 63,1% di gradimento, stando all'ultimo semestre del 2010.
Il 15 settembre 2012 è stato nominato a capo della consulta dei sindaci del PD calabrese. Il 12 novembre dello stesso anno è stato eletto presidente di ANCI Calabria, subentrando a Salvatore Perugini.
Nel 2014 si candida a diventare presidente della Provincia di Crotone alle elezioni del 12 ottobre sfidando il sindaco di Cirò Marina Roberto Siciliani, risultando poi eletto e governando fino al 2017, anno di elezione di Nicodemo Parrilla quale suo successore.